# IF Brommapojkarna
Brommapojkarna, kort gezegd BP, is een Zweedse sportclub uit Bromma, een stadsdeel van de hoofdstad Stockholm. Brommapojkarna betekent letterlijk 'De Bromma jongens'. De club werd in 1942 opgericht en is in vele sporten actief. BP heeft daarbij een bekende voetbalafdeling, die over het algemeen aan de bovenkant van de Zweedse voetbalpiramide acteert.

## Geschiedenis
De club kon zich tot 2006 nooit kwalificeren voor de Allsvenskan, de hoogste klasse in Zweden. In het seizoen 2006 verzekerde Brommapojkarna zich met een derde plaats in de Superettan van een plaats in de eindronde tegen herkanser BK Häcken. BP won beide wedstrijden en kwalificeerde zich zo, voor het eerst in de geschiedenis, voor de Allsvenskan. Hoewel het debuut in de Allsvenskan resulteerde in een 1-0-overwinning tegen stadsgenoot Djurgårdens IF, degradeerde het dat jaar op doelsaldo terug naar de Superettan.
Een jaar later lukte het de club om opnieuw te promoveren naar de hoogste klasse. Het versloeg in de play-offwedstrijden Ljungskile SK met behulp van de uitdoelpuntenregel. Op het hoogste niveau verraste BP door zich direct te handhaven met een knappe twaalfde plaats in de Allsvenskan, al moest de club het jaar erop als rode lantaarn de hoogste klasse weer verlaten. In 2012 lukte het BP dan toch weer om te promoveren naar de elite.
Het verbleef daar twee seizoenen. Vanaf 2014 begon de meest spectaculaire terugval in de geschiedenis van de rood-zwarten. Terug in de Superettan degradeerde het direct verder naar de Division 1. De wederopstanding van BP is des te noemenswaardiger: het werd in de derde klasse meteen kampioen en werd in 2017 - het eerste jaar in de Superettan - ook kampioen, waardoor het in het seizoen 2018 weer in de Allsvenskan uit zou komen. 
Ook daarna volgden twee degradaties op rij. Het kwam toen twee seizoenen uit op het derde niveau, vooraleer er sinds 2021 weer twee directe promoties volgden naar de Superettan en de Allsvenskan. Zo wisselde BP in de laatste negen seizoenen maar liefst acht keer van klasseniveau.

## Jeugdopleiding
De club staat vooral bekend om zijn goede jeugdopleiding. Onder andere ex-Feyenoord-speler Alexander Östlund en oud-Arsenal-speler Anders Limpar speelden voor Brommapojkarna. In 2008 tekende de talentvolle jonge middenvelder Albin Ekdal een contract bij Juventus waar hij vanaf de zomer zou spelen. Ook John Guidetti, speler van Manchester City, is afkomstig uit de jeugdopleiding van de club. Hij speelde slechts twee wedstrijden in het eerste elftal alvorens weggeplukt te worden door Manchester City. In het seizoen 2011-2012 werd hij uitgeleend aan Feyenoord. De keeper Kristoffer Nordfeldt van sc Heerenveen heeft ook de jeugdopleiding van Brommapojkarna doorlopen. Medio 2012 kwam hij transfervrij over naar Heerenveen.

## Eindklasseringen
| 8 |

| 1 |

| 7 |

| 7 |

| 5 |

| 11 |

| 5 |

| 12 |

| 1 |

| 5 |

| 12 |

| 1 |

| 13 |

| 1 |

| 1 |

| 4 |

| 4 |

| 7 |

| 2 |

| 7 |

| 6 |

| 10 |

| 3 |

| 1 |

| 3 |

| 9 |

| 8 |

| 8 |

| 5 |

| 13 |

| 1 |

| 10 |

| 1 |

| 1 |

| 12 |

| 6 |

| 10 |

| 6 |

| 3 |

| 14 |

| 3 |

| 12 |

| 16 |

| 6 |

| 2 |

| 13 |

| 16 |

| 16 |

| 1 |

| 1 |

| 14 |

| 15 |

| 2 |

| 1 |

| 1 |

| 14 |

| 10 |

| Allsvenskan | Superettan | Ettan |

Namen Niveau 2:  1926-1986 Division 2; 1987-1999 Division 1. 

Namen Niveau 3:  tot 1987 Division 3; 1987-2005 Division 2; 2006-2019 Division 1. 
| Seizoen | №  | Clubs | Divisie            | Duels | Winst | Gelijk | Verlies | GF | GA | Doelsaldo | Punten | Tsch  |
| ------- | -- | ----- | ------------------ | ----- | ----- | ------ | ------- | -- | -- | --------- | ------ | ----- |
| 2002    | 12 | 16    | Superettan         | 30    | 9     | 8      | 13      | 40 | 52 | -12       | 32     | 737   |
| 2003    | 6  | 16    | Superettan         | 30    | 13    | 6      | 11      | 41 | 41 | 0         | 45     | 825   |
| 2004    | 10 | 16    | Superettan         | 30    | 9     | 9      | 12      | 43 | 42 | +1        | 36     | 855   |
| 2005    | 6  | 16    | Superettan         | 30    | 13    | 5      | 12      | 48 | 42 | +6        | 44     | 1.242 |
| 2006    | 3  | 16    | Superettan         | 30    | 18    | 3      | 9       | 53 | 43 | +10       | 57     | 1.144 |
| 2007    | 14 | 14    | Allsvenskan        | 26    | 5     | 8      | 13      | 21 | 43 | –22       | 23     | 4.571 |
| 2008    | 3  | 16    | Superettan         | 30    | 16    | 6      | 8       | 45 | 29 | +16       | 54     | 949   |
| 2009    | 12 | 16    | Allsvenskan        | 30    | 9     | 7      | 14      | 32 | 46 | –14       | 34     | 2.860 |
| 2010    | 16 | 16    | Allsvenskan        | 30    | 6     | 7      | 17      | 20 | 48 | –28       | 25     | 2.262 |
| 2011    | 6  | 16    | Superettan         | 30    | 14    | 5      | 11      | 50 | 38 | +12       | 47     | 1.065 |
| 2012    | 2  | 16    | Superettan         | 30    | 20    | 1      | 9       | 61 | 40 | +21       | 61     | 1.239 |
| 2013    | 13 | 16    | Allsvenskan        | 30    | 8     | 8      | 14      | 33 | 53 | –20       | 32     | 2.505 |
| 2014    | 16 | 16    | Allsvenskan        | 30    | 2     | 6      | 22      | 28 | 69 | –41       | 12     | 1.749 |
| 2015    | 16 | 16    | Superettan         | 30    | 5     | 8      | 17      | 30 | 46 | –16       | 23     | 881   |
| 2016    | 1  | 14    | Division 1 (Norra) | 26    | 19    | 6      | 1       | 59 | 17 | +42       | 63     | 523   |
| 2017    | 1  | 16    | Superettan         | 30    | 19    | 5      | 6       | 59 | 26 | +33       | 62     | 1.197 |
| 2018    | 14 | 16    | Allsvenskan        | 30    | 8     | 2      | 20      | 25 | 64 | –39       | 26     | 2.238 |
| 2019    | 15 | 16    | Superettan         | 30    | 6     | 10     | 14      | 38 | 49 | -11       | 28     | 535   |
| 2020    | 2  | 16    | Ettan Norra        | 30    | 18    | 8      | 4       | 63 | 23 | +40       | 62     | -     |
| 2021    | 1  | 16    | Ettan Norra        | 30    | 23    | 5      | 2       | 68 | 18 | +50       | 74     |       |

## In Europa
#Q = #kwalificatieronde, T/U = Thuis/Uit, W = Wedstrijd, PUC = punten UEFA coëfficiënten .
Uitslagen vanuit gezichtspunt IF Brommapojkarna
| Seizoen | Competitie    | Ronde | Land                   | Club         | Totaalscore | 1e W    | 2e W    | PUC |
| ------- | ------------- | ----- | ---------------------- | ------------ | ----------- | ------- | ------- | --- |
| 2014/15 | Europa League | 1Q    | Vlag van Finland       | VPS Vaasa    | 3-2         | 1-2 (U) | 2-0 (T) | 2.5 |
|         |               | 2Q    | Vlag van Noord-Ierland | Crusaders FC | 5-1         | 4-0 (T) | 1-1 (U) | 2.5 |
|         |               | 3Q    | Vlag van Italië        | Torino FC    | 0-7         | 0-3 (T) | 0-4 (U) | 2.5 |

Totaal aantal punten voor UEFA coëfficiënten: 2.5
Zie ook
- Deelnemers UEFA-toernooien Zweden
- Ranglijst van alle clubs die in de diverse Europa Cups zijn uitgekomen

## Bekende (oud-)spelers
- Joel Asoro
- Olof Guterstam
- John Guidetti
- Kjell Jonevret
- Rikard Norling
- Pascal Simpson
- Simon Tibbling
- Dejan Kulusevki